# Sublettea coffmani
Sublettea coffmani är en tvåvingeart som först beskrevs av Roback 1975.  Sublettea coffmani ingår i släktet Sublettea och familjen fjädermyggor. Inga underarter finns listade i Catalogue of Life.